# Gobiodon
Gobiodon es un género de peces de la familia de los Gobiidae en el orden de los perciformes.

## Especies
- Gobiodon acicularis (Harold & Winterbottom, 1995)
- Gobiodon albofasciatus (Sawada & Arai, 1972)
- Gobiodon atrangulatus (Garman, 1903)
- Gobiodon axillaris (De Vis, 1884)
- Gobiodon brochus (Harold & Winterbottom, 1999)
- Gobiodon ceramensis (Bleeker, 1852)
- Gobiodon citrinus (Rüppell, 1838)
- Gobiodon fulvus (Herre, 1927)
- Gobiodon heterospilos (Bleeker, 1856)
- Gobiodon histrio (Valenciennes, 1837)
- Gobiodon micropus (Günther, 1861)
- Gobiodon multilineatus (Wu, 1979)
- Gobiodon oculolineatus (Wu, 1979)
- Gobiodon okinawae (Sawada, Arai & Abe, 1972)
- Gobiodon prolixus (Winterbottom & Harold, 2005)
- Gobiodon quinquestrigatus (Valenciennes, 1837)
- Gobiodon reticulatus (Playfair, 1867)
- Gobiodon rivulatus (Rüppell, 1830)
- Gobiodon spadix Sato & Motomura, 2024[2]
- Gobiodon spilophthalmus (Fowler, 1944)
- Gobiodon unicolor (Castelnau, 1873)